# Yvonne Raveles-Resida

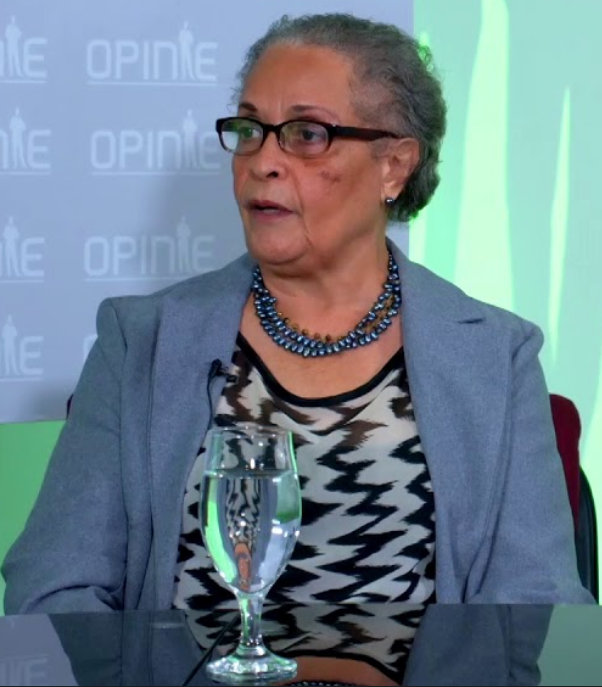
Raveles-Resida in 2018

Yvonne Reine Antoinette (Yvonne / 'Wonny') Raveles-Resida (Paramaribo, 29 mei 1941) is een Surinaams politica.
Yvonne Raveles-Resida heeft de bevoegdheid behaald om les te geven in het Spaans. Voor ze de politiek in ging was ze docente, inspecteur van het onderwijs en coördinator van ontwikkelingsprojecten. Daarnaast was ze betrokken bij de vrouwenbeweging.

## Politiek
In 1987 was Raveles-Resida een van de oprichters van de aan Desi Bouterse gelieerde Nationale Democratische Partij (NDP). In september 1996 werd ze namens de NDP minister van Regionale Ontwikkeling in het kabinet onder leiding van president Jules Wijdenbosch. Toen de samenstelling van het kabinet in 1999 werd herzien, werd ze tevens minister van Justitie en Politie. Het jaar erop kwam er een einde aan de regering-Wijdenbosch II waarna vervroegde verkiezingen volgden.
Na de verkiezingen van 2000 kwam ze voor het Democratisch Nationaal Platform 2000 (DNP-2000; afsplitsing van de NDP onder leiding van Wijdenbosch) in De Nationale Assemblée (DNA). In 2005 deed de DNP-2000 als onderdeel van de Volksalliantie voor Vooruitgang (VVV) mee aan de verkiezingen. Yvonne Raveles-Resida was VVV-kandidaat in het kiesdistrict Paramaribo waar ze als DNA-lid herkozen werd.

## R. Dobru
Haar in 1983 overleden man Robin Ewald Raveles (beter bekend als dichter/schrijver onder het pseudoniem R. Dobru) was eveneens politiek actief. Zo was hij medeoprichter van de Partij Nationalistische Republiek (PNR) waarvoor hij van 1973 tot 1977 in het Surinaamse parlement zat en bovendien was hij na de sergeantencoup van 1980 enige tijd onderminister van Cultuur in het kabinet-Chin A Sen.
Op 13 februari 2015 overhandigde de weduwe van Dobru, Yvonne Raveles-Resida twee dozen met documenten en werkstukken van Dobru aan minister Edmund Leilis van Binnenlandse zaken (Biza) in het gebouw van het Nationaal Archief Suriname (NAS). De bewindsman gaf op zijn beurt de twee dozen met de documenten en werkstukken van Dobru aan de nationale archivaris Rita Tjin Fooh-Hardjomohamad.
De nalatenschap, de documenten vanaf de jonge jaren van Dobru en zijn gedachtegoed zijn door de overhandiging aan het Nationaal Archief Suriname (NAS) beschikbaar gesteld voor het publiek.